# 田中信孝 (政治家)
田中 信孝（たなか のぶたか、1947年〈昭和22年〉8月23日 - ）は、日本の政治家。元熊本県人吉市長（2期）。

## 経歴
熊本県出身。学習院大学法学部卒。卒業後は帰郷し、会社役員や、中学校PTA会長、人吉青年会議所理事長を務める。2007年〈平成19年〉の市長選挙に立候補し、5人の争いを制し、当選する。2011年〈平成23年〉の市長選挙で再選した。人吉市長は2期務め。2015年〈平成27年〉に退任した。